# Österreichische Mineralölverwaltung
La Österreichische Mineralölverwaltung o OMV è il più grande produttore e raffinatore di petrolio austriaco con importanti attività nei paesi dell'Europa Centrale, oltre ad un'azienda di sanitari in Guatemala.
Fu fondata nel 1956. Nel 2002 acquisisce Rompetrol Group. Nel 2003 acquisisce il 53% della romena Petrom SA.

## Sussidiarie
- Petrom S.A. (51%)
- Borealis A/S (36%)
- Agrolinz Melamine International (AMI) GmbH (51%)
- Bayernoil Raffineriegesellschaft GmbH (45%)
- EconGas GmbH (50%)
- Petrol Ofisi A.Ş. (34%)
- Nabucco Gas Pipeline International GmbH

Luoghi in cui la OMV ha attività di produzione e esplorazione

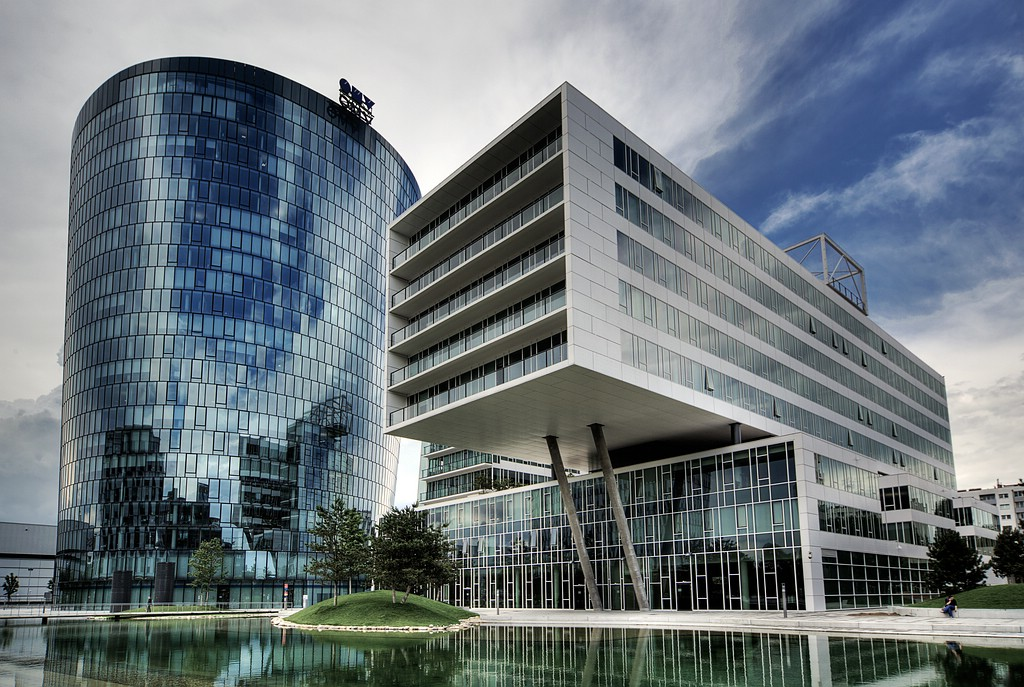
La sede OMV nel grattacielo Hoch Zwei a Vienna